# Tadeusz Gutkowski
Tadeusz Eligiusz Radosław Gutkowski (ur. 10 lipca 1891 w Ropczycach, zm. 1940 w ZSRR) – doktor praw, major dyplomowany intendent Wojska Polskiego, ofiara zbrodni katyńskiej.

## Życiorys
Urodził się 10 lipca 1891. Urodził się jako syn Romana i Stanisławy. Absolwent III Gimnazjum im. Króla Jana III Sobieskiego w Krakowie z 1909. Podjął studia na Uniwersytecie Jagiellońskim, początkowo na Wydziale Filozoficznym od 1909 do 1911, następnie na Wydziale Prawa od 1911 do 1914, uzyskując absolutorium w 1916.
Po wybuchu I wojny światowej wstąpił do Legionów Polskich w 1914. I zastępca Komendanta Oddziału Intendentury Departamentu Wojskowego Sekcji Zachodniej Naczelnego Komitetu Narodowego w 1914 roku. 1 listopada 1916 mianowany chorążym kancelaryjnym. Był współpracownikiem czasopisma „Reluton”, działającym jako organ prasowy 4 pułku piechoty. Na wiosnę 1917 służył w krakowskich warsztatach intendentury. Od 3 listopada 1917 był kierownikiem zakładów krawieckich, szewskich i umundurowania Polskiego Korpusu Posiłkowego.
Po odzyskaniu przez Polskę niepodległości zgłosił się do Wojska Polskiego 1 listopada 1918 (został przyjęty formalnie 12 kwietnia 1919). Brał udział w wojnie polsko-ukraińskiej, w tym w obronie Lwowa, oraz w wojnie polsko-bolszewickiej. 24 maja 1919 uzyskał tytuł doktora praw. Po wojnie został awansowany do stopnia majora intendenta ze starszeństwem z dniem 1 czerwca 1919. Został absolwentem Wyższej Szkoły Intendentury przy Wyższej Szkole Wojennej z tytułem oficera dyplomowanego. W latach 20. służył w Szefostwie Intendentury Dowództwa Okręgu Korpusu Nr VI we Lwowie. Później został przeniesiony w stan spoczynku. W 1934 jako emerytowany oficer był zweryfikowany w Korpusie Oficerów Intendentów z lokatą 18.
Po wybuchu II wojny światowej i agresji ZSRR na Polskę z 17 września 1939 został aresztowany przez sowietów 9/10 grudnia 1939. Był przetrzymywany w lwowskim więzieniu Brygidki. Na wiosnę 1940 został zamordowany przez NKWD. Jego nazwisko znalazło się na tzw. Ukraińskiej Liście Katyńskiej opublikowanej w 1994 (został wymieniony na liście wywózkowej 55/4-49 oznaczony numerem 843). Ofiary tej części zbrodni katyńskiej zostały pochowane na otwartym w 2012 Polskim Cmentarzu Wojennym w Kijowie-Bykowni.